# Alaena margaritacea
Alaena margaritacea är en fjärilsart som beskrevs av Eltringham 1929. Alaena margaritacea ingår i släktet Alaena och familjen juvelvingar. IUCN kategoriserar arten globalt som sårbar. Inga underarter finns listade i Catalogue of Life.